# Wolhusen
Wolhusen es una comuna suiza del cantón de Lucerna, situada en el distrito de Sursee. Limita al norte y oeste con la comuna de Menznau, al este con Ruswil, y al sur con Werthenstein, Entlebuch, Doppleschwand y Romoos.